# Championnat de Taïwan de football 2022
Navigation
Saison précédente Saison suivante
La saison 2022 du Championnat de Taïwan de football est la trente-huitième édition du championnat national, la Taiwan Football Premier League. Les huit clubs participants sont regroupés au sein d'une poule unique où ils s'affrontent à trois reprises. À l'issue de la saison, le dernier du classement final est relégué tandis que l'avant-dernier doit disputer un barrage de promotion-relégation face au vice-champion de deuxième division.
C'est le club de Taiwan Steel FC, double tenant du titre, qui est à nouveau sacré cette saison après avoir terminé en tête du classement final, avec un seul point d'avance sur Taichung Futuro AF et sept sur Taipower FC. C'est le troisième titre de champion de Taïwan de l'histoire du club.

## Les clubs participants
- Taipower
- Taiwan Shihu FC[1]
- China Petroleum Corporation FC
- Taiwan Steel
- Hang Yuen FC
- AC Taipei FC[2] - Promu de D2
- Ming Chuan University FC - Promu de D2
- Taichung Futuro AF

## Compétition
Le classement est établi sur le barème de points classique (victoire à 3 points, match nul à 1, défaite à 0). Pour départager les égalités, on tient d'abord compte des confrontations directes, de la différence de buts générale, puis du nombre de buts marqués.

### Classement
| Rang | Équipe                         | Pts     | J       | G       | N       | P       | Bp      | Bc      | Diff    |
| ---- | ------------------------------ | ------- | ------- | ------- | ------- | ------- | ------- | ------- | ------- |
| 1    | Taiwan Steel T                 | 38      | 18      | 11      | 5       | 2       | 47      | 19      | +28     |
| 2    | Taichung Futuro AF             | 37      | 18      | 10      | 7       | 1       | 36      | 11      | +25     |
| 3    | Taipower CFC                   | 31      | 18      | 8       | 7       | 3       | 25      | 18      | +7      |
| 4    | Hang Yuen FC                   | 29      | 18      | 8       | 5       | 5       | 37      | 30      | +7      |
| 5    | Taiwan Shihu FC                | 24      | 18      | 6       | 6       | 6       | 23      | 26      | -3      |
| 6    | AC Taipei FCP                  | 7       | 18      | 1       | 4       | 13      | 21      | 51      | -30     |
| 7    | Ming Chuan University FCP      | 5       | 18      | 1       | 2       | 15      | 11      | 45      | -34     |
| 8    | China Petroleum Corporation FC | Forfait | Forfait | Forfait | Forfait | Forfait | Forfait | Forfait | Forfait |

|  | Qualification pour la phase de groupes de la Coupe de l'AFC 2023-2024  |
|  | Qualification pour le tour préliminaire de la Coupe de l'AFC 2023-2024 |
|  | Participation au barrage de promotion-relégation                       |
|  | Relégation directe en deuxième division                                |
|  | T : Tenant du titre                                                    |

- Le club de China Petroleum Corporation FC déclare forfait avant le démarrage du championnat.

### Barrage de promotion-relégation
| Équipe 1                 | Résultat | Équipe 2                             |
| ------------------------ | -------- | ------------------------------------ |
| Ming Chuan University FC | 3 - 0    | Saturday Football International (D2) |

- Les deux clubs se maintiennent au sein de leur championnat respectif.

## Bilan de la saison
| Championnat de Taïwan de football 2022   |                                |
| Champion                                 | Taiwan Steel (3e titre)        |
| Coupes et trophées                       |                                |
| Vainqueur de la Coupe de Taïwan 2022     | Non disputée                   |
| Qualifications continentales             |                                |
| Coupe de l'AFC 2023-2024                 | Taiwan Steel                   |
| Coupe de l'AFC 2023-2024                 | Taichung Futuro AF (barrages)  |
| Promotions et relégations                |                                |
| Promus en Taiwan Football Premier League | Taipei Flight Skywalkers FC    |
| Relégués en Taiwan B League              | China Petroleum Corporation FC |